# Peter Nobile

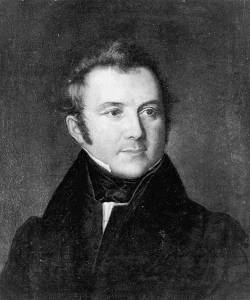
Peter von Nobile

Peter von Nobile (* 11. Oktober 1774 in Campestro (Schweiz) als Pietro Nobile; † 7. November 1854 in Wien) war ein schweizerischer-österreichischer Architekt und Hofbaumeister.

## Leben und Werk
Peter von Nobile gilt als ein führender Architekt des Spätklassizismus in Wien. Er nahm unter anderem Unterricht in Rom und Triest bei Antonio Canova und wurde 1819 Direktor der Architekturabteilung an der Wiener Akademie. Zu seinen Hauptwerken in Wien zählen das Äußere Burgtor am Heldenplatz sowie der 1819–1823 im Volksgarten errichtete Theseustempel. Des Weiteren wurde nach Nobiles Plänen das Grazer Schauspielhaus nach dessen Brand 1823 wieder aufgebaut und 1842 der Festsaal des k.k. polytechnischen Institutes (jetzt Hauptgebäude der TU Wien) fertiggestellt.
Ein weiterer wichtiger Wirkungsort war die österreichische Hafenstadt Triest, wo er 1817 Palazzo Costanzi und 1842 die Kirche Sant’Antonio Taumaturgo im Borgo Teresiano erbaute. In Böhmen baute er von 1821 bis 1836 das Schloss Königswart für den Staatskanzler Fürst Metternich um.
Sein Ehrengrab befindet sich auf dem Wiener Zentralfriedhof (Gruppe 14 A, Nummer 46 A); überstellt vom Sankt Marxer Friedhof. Im Jahr 1894 wurde in Wien-Penzing (14. Bezirk) bzw. Rudolfsheim-Fünfhaus (15. Bezirk) die Nobilegasse nach ihm benannt.

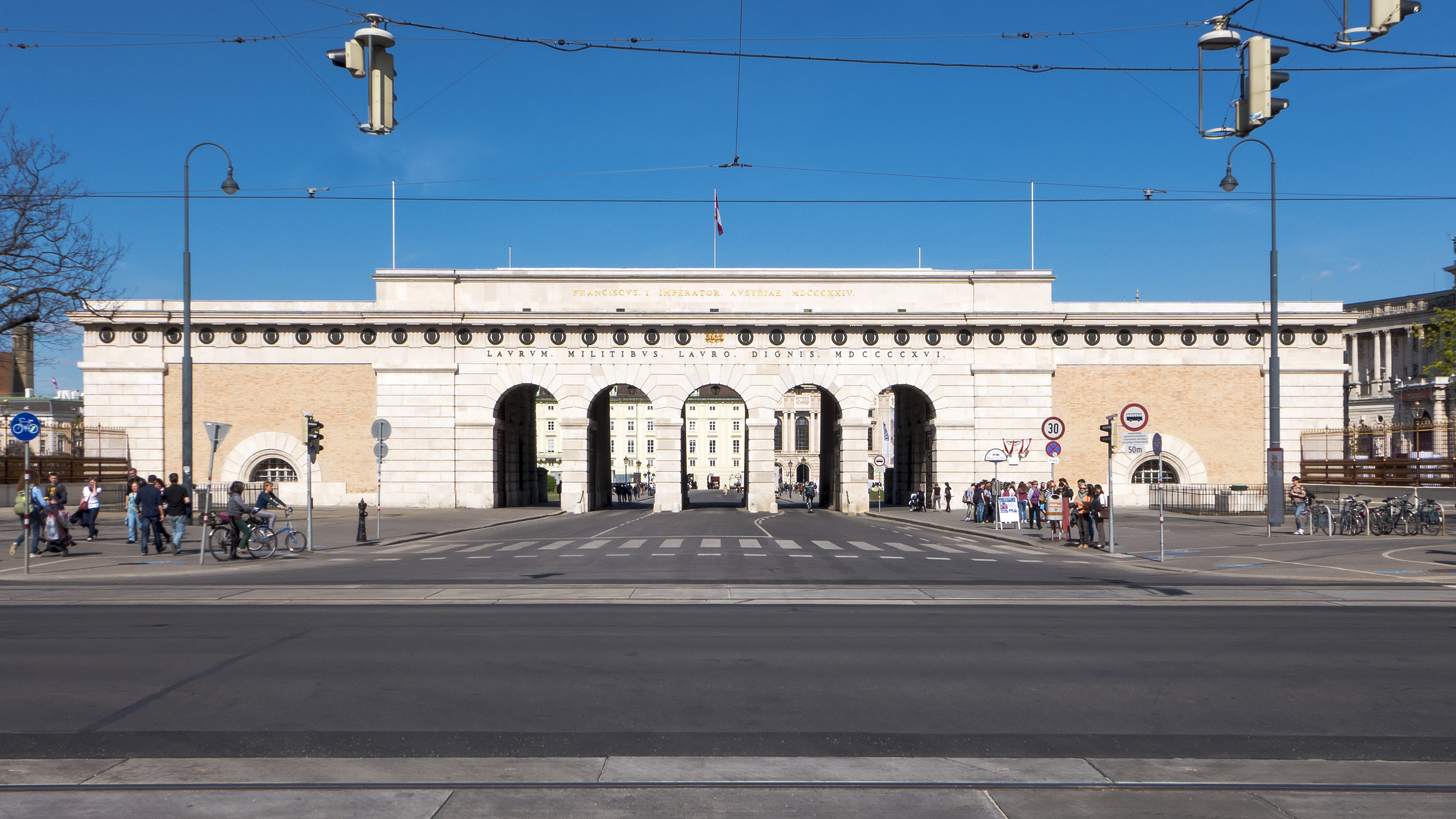
Wien, Äußeres Burgtor, Ringstraßenseite
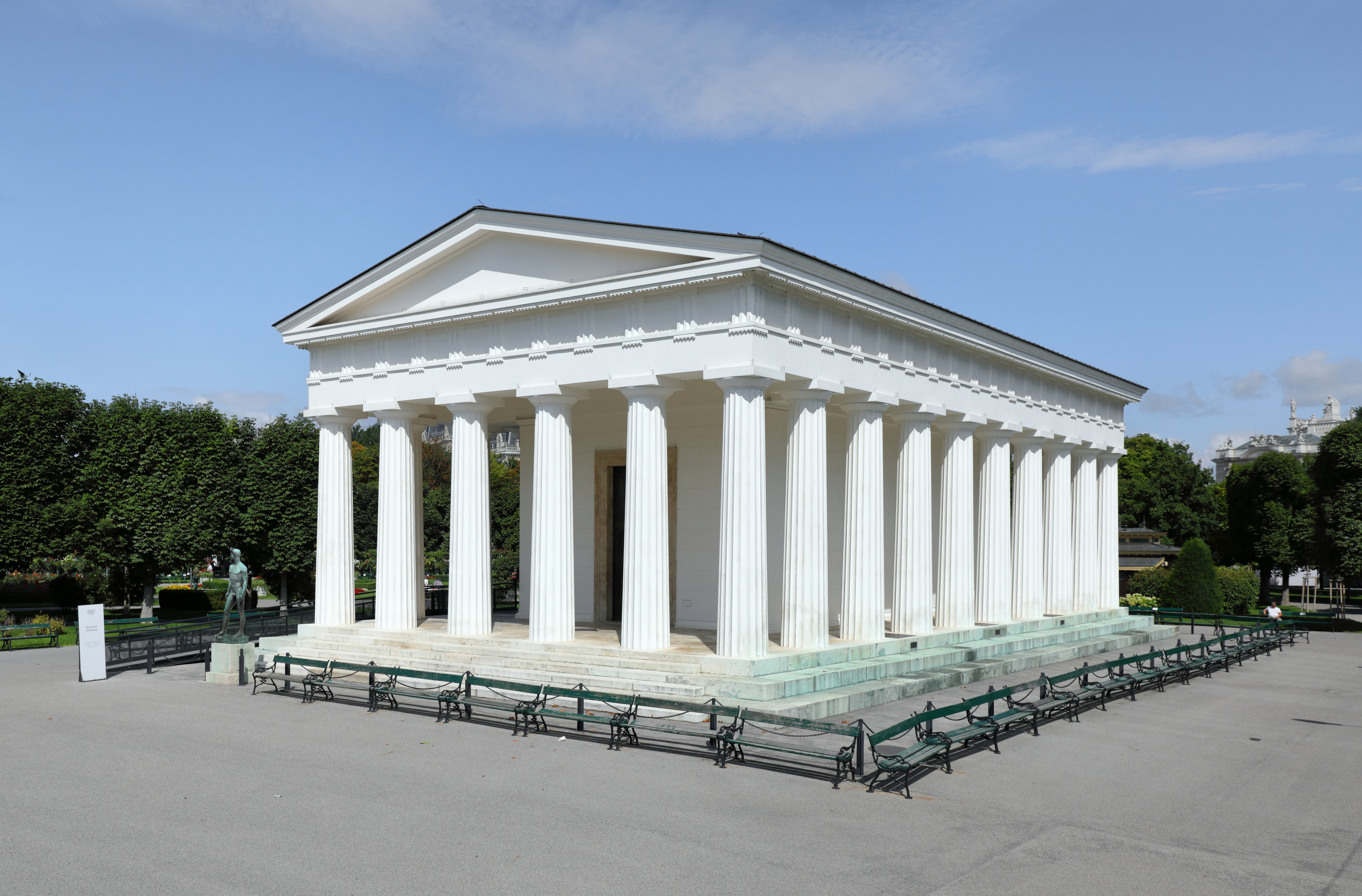
Wien, Theseustempel
Triest, Sant’Antonio Taumaturgo
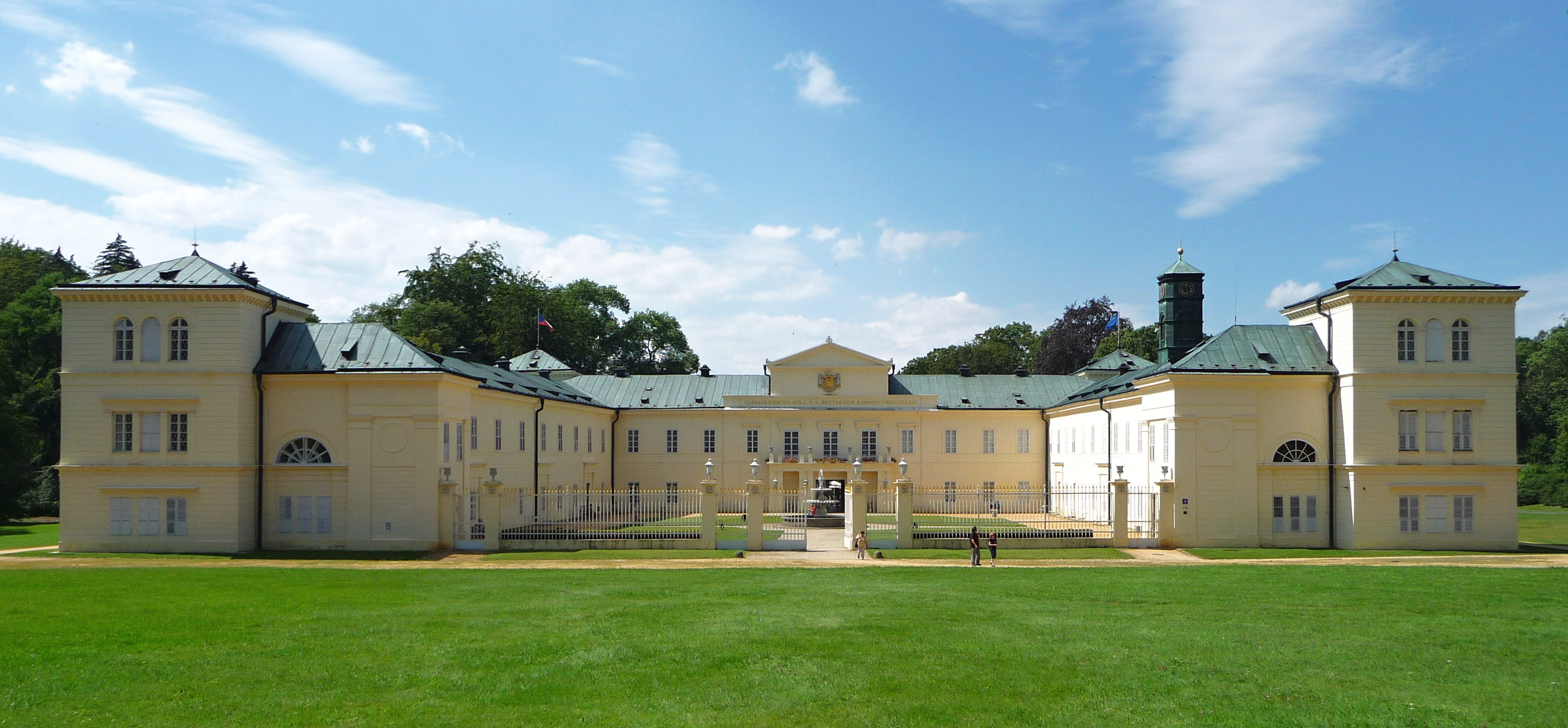
Schloss Königswart (Böhmen)

## Schüler
- Franz Xaver Lössl (1801–1885)
- Eduard van der Nüll (1812–1868)

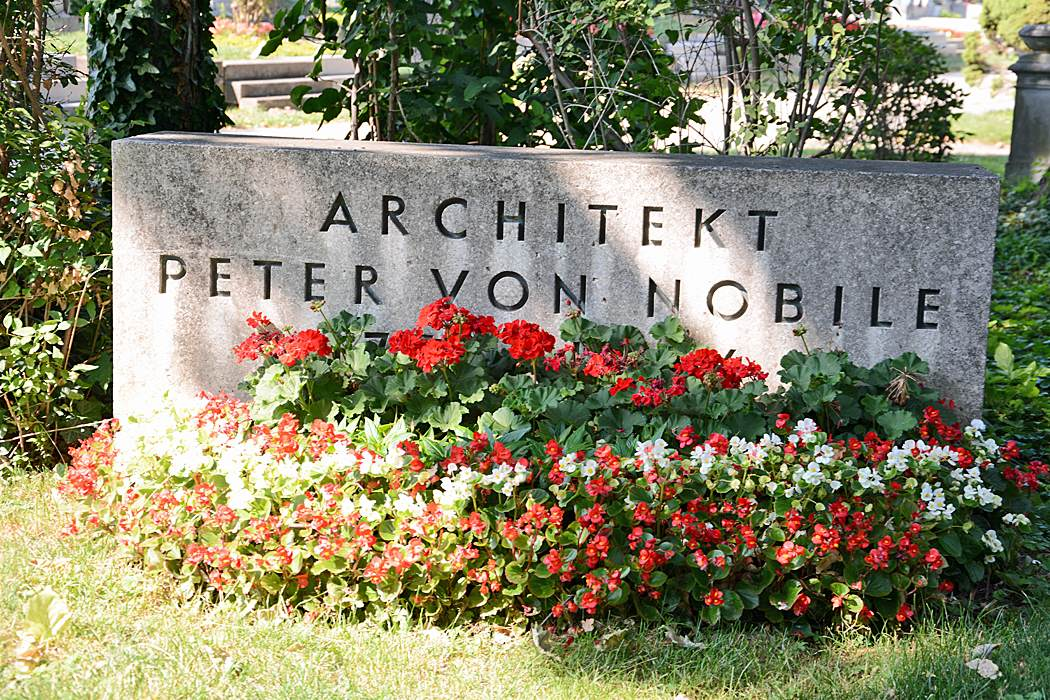
Grab auf dem Wiener Zentralfriedhof

- August Sicard von Sicardsburg (1813–1868)